# Honda 1300

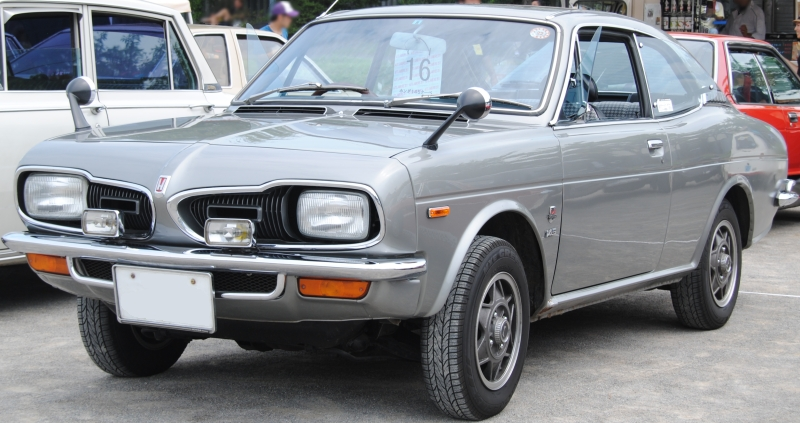
Honda 145 Coupé

Honda 1300 är en personbil som tillverkades av den japanska biltillverkaren Honda mellan 1969 och 1972. Den efterträddes då av den uppdaterade Honda 145 som tillverkades fram till 1974.

## Honda 1300
Hondas första familjebil visades på bilsalongen i Tokyo hösten 1968 och försäljningen startade ett halvår senare. Det var en för tiden avancerad konstruktion med tvärställd motor och framhjulsdrift. Motorn var luftkyld och byggd i aluminium för att hålla nere vikten. Förutom standardmotorn fanns även en starkare variant med fyra förgasare.

## Honda 145
1972 presenterades den vidareutvecklade Honda 145. Den huvudsakliga förändringen var att bilen fått en något större motor med vätskekylning. På den starkare versionen hade de fyra förgasarna ersatts med bränsleinsprutning.

## Motor
| Modell | Motor               | Cylindervolym | Effekt | Bränslesystem      |
| ------ | ------------------- | ------------- | ------ | ------------------ |
| 1300   | 4-cyl radmotor SOHC | 1298 cm³      | 82 hk  | Enkel förgasare    |
| 1300   | 4-cyl radmotor SOHC | 1298 cm³      | 94 hk  | Fyra förgasare     |
| 145    | 4-cyl radmotor SOHC | 1433 cm³      | 69 hk  | Enkel förgasare    |
| 145 FI | 4-cyl radmotor SOHC | 1433 cm³      | 77 hk  | Bränsleinsprutning |